# Азербайджанский горный меринос
Азербайджанский горный меринос (азерб. Azərbaycan dağ merinosu) — порода горных тонкорунных овец, выведенная в Азербайджанской ССР в конце 1940-х годов.

## Выведение
Азербайджанский горный меринос был выведен в Азербайджанской ССР путём скрещивания мериносовых овец с баранами асканийской и кавказской тонкорунной пород, а также с использованием помесей грубошёрстных овец бозах с тонкорунными баранами. За работу по выведению азербайджанского горного мериноса Василию Георгиевичу Смарагдову, Мирзе Гусейн оглы Садыхову, Фирузу Али оглы Меликову, Сулейману Салман оглы Гусейнову, Кара Намаз оглы Ахвердиеву в 1947 была присуждена Сталинская премия. В 1948 порода была утверждена.

## Характеристики
Азербайджанский горный меринос отличается от других мериносовых пород овцы более высокой подвижностью, выносливостью, хорошей приспособленностью к содержанию в горных районах и дальним переходам по пересечённой местности, а также тем, что эта порода овец не болеет пироплазмидозами.
Живой вес баранов в среднем составляет 80—90 кг, наибольший же — до 120 кг, тогда как средний живой вес маток равен 45—55 кг и максимум достигает 80 кг. Настриг шерсти с баранов составляет 8—10 кг, а с маток 4,5—5 кг. Наибольший настриг шерсти с баранов составляет до 16 кг, а с маток — 9 кг. Шерсть азербайджанского горного мериноса камвольная, 64—70-го качества, её длина равна 7—12 см.

## Разведение
Азербайджанский горный меринос используется для улучшения шёрстных качеств местных овец. Разводится порода на территории Азербайджана. Лучшие стада в годы СССР были в колхозе «Путь Ильича» Кедабекского района и в колхозе имени Калинина Шамхорского района.